# Spilornis elgini
L'aquila serpentaria delle Andamane (Spilornis elgini (Blyth, 1863)) è un uccello rapace della famiglia Accipitridae, endemico delle isole Andamane (India).
I suoi habitat naturali sono le foreste umide tropicali o subtropicali e le foreste di mangrovie subtropicali o tropicali.
È minacciato dalla perdita dell'habitat.